# Joseph E. Skornicka
Joseph Edward Skornicka (Buck Creek, Michigan, 13 februari 1902 – Houston, Texas, 22 december 1972) was een Amerikaans componist, muziekpedagoog en dirigent.

## Levensloop
Skornicka studeerde aan de Universiteit van Wisconsin in Milwaukee in Milwaukee, aan de Northwestern University in Evanston (Illinois) en aan de Staatsuniversiteit van Oregon in Corvallis (Oregon). Hij promoveerde in 1958 met de dissertatie The Function of Time and Rhythm in Instrumental Reading Competency tot Ph.D. (Philosophiæ Doctor).
In 1922 werd hij directeur van de Milwaukee Vocational School. Daarnaast was hij dirigent van de Milwaukee Engineers Band. Hij stichtte de Milwaukee Civic Band.
Als componist schreef hij werken voor harmonieorkest, maar vooral pedagogische werken voor allerlei instrumenten.

## Composities

### Werken voor harmonieorkest
- 1938 Overture "Militaire", gebaseerd op een thema uit de "Symphonie Militaire" van Joseph Haydn
- 1939 Overture Hongroise
- 1940 Overture "Eroica", gebaseerd op themas uit de Symfonie Nr. 3 "Eroica" van Ludwig van Beethoven
- 1941 Two admirals - overture
- 1942 Coronation - a musical episode, symfonisch gedicht
- 1946 Spring madrigal, ouverture
- 1946 Pastel moods, ouverture
- 1947 Instrumentalist on parade, mars
- Loyalty March
- Serenade, voor harmonieorkest  (samen met: Richard Koebner)

### Vocale muziek
- 1942 Americana collection, een zangboek (samen met: Arthur H Brandenburg)

### Kamermuziek
- 1941 Alleluia and choral, naar Giovanni Pierluigi da Palestrina en Felix Mendelssohn Bartholdy voor klarinetkwartet
- 1941 Präludium, voor klarinetkwartet
- 1941 Skornicka Quartet Album, voor klarinetkwartet (samen met: Milton Rusch)

### Pedagogische Werken
- 1934 Fingering chart for French horn, mellophone and E♭ alto
- 1934 Rubank elementary method : French horn, E♭ alto or mellophone : a fundamental course for individual or like-instrument class instruction
- 1934 Rubank elementary method for French horn, mellophone or E♭ alto; a graded fundamental course
- 1935 Rubank fingering chart for 22 key bassoon
- 1935 Rubank elementary method, bassoon : a fundamental course for individual or like-instrument class instruction
- 1936 Rubank Intermediate Method for Clarinet - a follow up course for individual or like-instrument class instruction (samen met: Robert Miller)
- 1937 Rubank Intermediate method, cornet or trumpet - a follow up course for individual or like-instrument class instruction
- 1937 Melody method for the marimbanette (little marimba) (samen met: Norbert J. Beihoff
- 1938 Rubank Intermediate method, saxophone
- 1938 Rubank intermediate method, trombone or baritone - a follow up course for individual or like-instrument class instruction  (samen met: E Grant Boltz)
- 1939 Rubank Intermediate Method - Flute or Piccolo (samen met: A. C. Peterson)
- 1939 Rubank Intermediate Method for Oboe - a follow up course for individual or like-instrument class instruction (samen met: Richard Koebner)
- 1939 Rubank intermediate method for E♭ or BB♭ bass, to follow any elementary method for individual or class instruction (samen met: E. Grant Boltz)
- 1940 Rubank intermediate method [for] French horn, E♭ alto or mellophone (samen met: Robert Erdman)
- 1944 Music educators' elementary orchestra album of preliminary studies and progressive competitions (samen met: Richard Koebner)
- 1946 Boosey and Hawkes Instrumental Course: Trombone Bass Clef Part One (samen met: E. Grant Boltz)
- 1946 The Boosey and Hawkes instrumental course. A planned course of study for private or class instruction. Part one - (samen met: Richard Koebner; Herman Meunier; Joseph Bergeim; James Wilcox; E Grant Baltz; Robert Miller; Edgar Sherman en Robert Erdman)
- 1946 Boosey & Hawkes instrumental course. B♭ cornet or trumpet
- 1946 Instrumental course: E♭ alto saxophone and E♭ baritone saxophone; a planned course of study for individual or group practice (samen met: Robert Miller)
- 1946 Boosey & Hawkes instrumental course. Bassoon (samen met: Edgar Sherman)
- 1946 Boosey and Hawkes instrumental course : French horn in F : part 1 (samen met: Robert Erdman)
- 1946 Drum and bugle elementary ensemble method (samen met: R Ariel Cross)
- 1946 Boosey and Hawkes instrumental course; drums (samen met: Herman Meunier)
- 1947 The Boosey & Hawkes band method - the rhythmic and harmonic approach to band playing (samen met: Joseph Bergeim)
- 1952 Boosey & Hawkes instrumental course for strings (samen met: Roland L. Moehlmann)
- 1952 Boosey & Hawkes instrumental course for string-bass
- 1956 The Boosey & Hawkes band school.  For intermediate and advanced bands (samen met: Joseph Bergeim)
- 1958 The function of time and rhythm in instrumental music reading competency
- 1960 Rubank intermediate method: French horn, E alto or mellophone. A follow up course for individual or like-instrument class instruction (samen met: Robert Erdman)
- 1961 Drums : with introduction to bass drum, cymbals, triangle, tambourine and bells (samen met: Herman Meunier)

## Publicaties
- Joseph Edward Skornicka: The Function of Time and Rhythm in Instrumental Reading Competency, doctoral dissertation, 1958,